# العلاقات الكوبية النيبالية
العلاقات الكوبية النيبالية هي العلاقات الثنائية التي تجمع بين كوبا ونيبال.

## مقارنة بين البلدين
هذه مقارنة عامة ومرجعية للدولتين:
| وجه المقارنة                                              | كوبا                              | نيبال                             |
| --------------------------------------------------------- | --------------------------------- | --------------------------------- |
| المساحة (كم2)                                             | 109.88 ألف                        | 147.18 ألف                        |
| عدد السكان (نسمة)                                         | 11.48 مليون                       | 29.40 مليون                       |
| الكثافة السكانية (ن./كم²)                                 | 104.48                            | 199.76                            |
| العاصمة                                                   | هافانا                            | كاتماندو                          |
| اللغة الرسمية                                             | اللغة الإسبانية                   | اللغة النيبالية                   |
| العملة                                                    | بيزو كوبي، بيزو كوبي قابل للتحويل | روبية نيبالية                     |
| الناتج المحلي الإجمالي (بليون دولار)                      | 87.13 مليار                       | 24.47 مليار                       |
| الناتج المحلي الإجمالي (تعادل القوة الشرائية) بليون دولار |                                   | 70.20 مليار                       |
| الناتج المحلي الإجمالي الاسمي للفرد دولار أمريكي          |                                   | 743                               |
| الناتج المحلي الإجمالي للفرد دولار أمريكي                 |                                   | 2.37 ألف                          |
| مؤشر التنمية البشرية                                      | 0.769                             | 0.548                             |
| رمز المكالمات الدولي                                      | +53                               | +977                              |
| رمز الإنترنت                                              | .cu                               | .np                               |
| المنطقة الزمنية                                           | 00                                | UTC+05:45، التوقيت الموحد لنيبال ‏ |

## منظمات دولية مشتركة
يشترك البلدان في عضوية مجموعة من المنظمات الدولية، منها:
| علم المنظمة | اسم المنظمة                   | تاريخ انضمام كوبا | تاريخ انضمام نيبال |
| ----------- | ----------------------------- | ----------------- | ------------------ |
|             | منظمة الشرطة الجنائية الدولية | ?                 | ?                  |
|             | الاتحاد البريدي العالمي       | ?                 | ?                  |
|             | يونسكو                        | 29 أغسطس 1947     | 1 مايو 1953        |
|             | منظمة حظر الأسلحة الكيميائية  | ?                 | ?                  |
|             | الأمم المتحدة                 | 24 أكتوبر 1945    | 14 ديسمبر 1955     |
|             | منظمة التجارة العالمية        | ?                 | ?                  |

## وصلات خارجية
- موقع وزارة الخارجية الكوبية
- موقع وزارة الخارجية النيبالية